# Số liệu thống kê và kỷ lục Giải bóng đá Vô địch Quốc gia Việt Nam
Dưới đây là chi tiết về các số liệu thống kê và kỷ lục của Giải bóng đá Vô địch Quốc gia Việt Nam hay V.League 1, tính từ khi giải đấu ra mắt năm 1980 với tên gọi Giải bóng đá A1 toàn quốc. Giải đấu đến nay đã trải qua 42 mùa giải, trừ các năm 1988 (không được tổ chức), 1999 (chỉ có giải tập huấn) và 2021 (bị hủy do COVID-19).

## Thống kê đội bóng

### Các đội đoạt huy chương
| Mùa giải                                    | Vô địch                       | Á quân                               | Hạng ba                                 |
| ------------------------------------------- | ----------------------------- | ------------------------------------ | --------------------------------------- |
| Giải bóng đá A1 toàn quốc                   |                               |                                      |                                         |
| 1980                                        | Tổng cục Đường sắt            | Công an Hà Nội                       | Hải quan                                |
| 1981–82                                     | Câu lạc bộ Quân đội           | Quân khu Thủ đô                      | Công an Hà Nội                          |
| 1982–83                                     | Câu lạc bộ Quân đội (2)       | Hải quan                             | Cảng Hải Phòng                          |
| 1984                                        | Công an Hà Nội                | Câu lạc bộ Quân đội                  | Sở Công nghiệp Thành phố Hồ Chí Minh    |
| 1985                                        | Công nghiệp Hà Nam Ninh       | Sở Công nghiệp Thành phố Hồ Chí Minh | Câu lạc bộ Quân đội                     |
| 1986                                        | Cảng Sài Gòn                  | Câu lạc bộ Quân đội                  | Hải quan                                |
| 1987                                        | Câu lạc bộ Quân đội (3)       | Công nhân Quảng Nam – Đà Nẵng        | An Giang                                |
| 1988                                        | Mùa giải không được tổ chức   | Mùa giải không được tổ chức          | Mùa giải không được tổ chức             |
| 1989                                        | Đồng Tháp                     | Câu lạc bộ Quân đội                  | Công an Hà Nội                          |
| Giải bóng đá Các đội mạnh Toàn quốc         |                               |                                      |                                         |
| 1990                                        | Câu lạc bộ Quân đội (4)       | Công nhân Quảng Nam – Đà Nẵng        | An Giang                                |
| 1991                                        | Hải quan                      | Công nhân Quảng Nam – Đà Nẵng        | Công an Hải Phòng                       |
| 1992                                        | Công nhân Quảng Nam – Đà Nẵng | Công an Hải Phòng                    | Câu lạc bộ Quân đội và Sông Lam Nghệ An |
| 1993–94                                     | Cảng Sài Gòn (2)              | Công an Thành phố Hồ Chí Minh        | Câu lạc bộ Quân đội                     |
| 1995                                        | Công an Thành phố Hồ Chí Minh | Thừa Thiên Huế                       | Cảng Sài Gòn                            |
| 1996                                        | Đồng Tháp (2)                 | Công an Thành phố Hồ Chí Minh        | Sông Lam Nghệ An                        |
| Giải bóng đá hạng Nhất Quốc gia             |                               |                                      |                                         |
| 1997                                        | Cảng Sài Gòn (3)              | Sông Lam Nghệ An                     | Lâm Đồng                                |
| 1998                                        | Câu lạc bộ Quân đội (5)       | Sông Lam Nghệ An                     | Công an Thành phố Hồ Chí Minh           |
| Tập huấn 1999                               | Sông Lam Nghệ An              | Công an Hà Nội                       | Đà Nẵng                                 |
| 1999–00                                     | Sông Lam Nghệ An              | Công an Thành phố Hồ Chí Minh        | Công an Hà Nội                          |
| Giải bóng đá Vô địch Quốc gia Chuyên nghiệp |                               |                                      |                                         |
| 2000–01                                     | Sông Lam Nghệ An (2)          | Nam Định                             | Thể Công                                |
| 2001–02                                     | Cảng Sài Gòn (4)              | Sông Lam Nghệ An                     | Ngân hàng Đông Á                        |
| 2003                                        | Hoàng Anh Gia Lai             | Gạch Đồng Tâm Long An                | Nam Định                                |
| Giải bóng đá Vô địch Quốc gia               |                               |                                      |                                         |
| 2004                                        | Hoàng Anh Gia Lai (2)         | Sông Đà Nam Định                     | Gạch Đồng Tâm Long An                   |
| 2005                                        | Gạch Đồng Tâm Long An         | Đà Nẵng                              | Bình Dương                              |
| 2006                                        | Gạch Đồng Tâm Long An (2)     | Bình Dương                           | PISICO Bình Định                        |
| 2007                                        | Becamex Bình Dương            | Đồng Tâm Long An                     | Hoàng Anh Gia Lai                       |
| 2008                                        | Becamex Bình Dương (2)        | Đồng Tâm Long An                     | Xi măng Hải Phòng                       |
| 2009                                        | SHB Đà Nẵng (2)               | Becamex Bình Dương                   | Sông Lam Nghệ An                        |
| 2010                                        | Hà Nội T&T                    | Xi măng Hải Phòng                    | Tập đoàn Cao su Đồng Tháp               |
| 2011                                        | Sông Lam Nghệ An (3)          | Hà Nội T&T                           | SHB Đà Nẵng                             |
| 2012                                        | SHB Đà Nẵng (3)               | Hà Nội T&T                           | Sài Gòn Xuân Thành                      |
| 2013                                        | Hà Nội T&T (2)                | SHB Đà Nẵng                          | Hoàng Anh Gia Lai                       |
| 2014                                        | Becamex Bình Dương (3)        | Hà Nội T&T                           | Thanh Hóa                               |
| 2015                                        | Becamex Bình Dương (4)        | Hà Nội T&T                           | FLC Thanh Hóa                           |
| 2016                                        | Hà Nội T&T (3)                | Hải Phòng                            | SHB Đà Nẵng                             |
| 2017                                        | Quảng Nam                     | FLC Thanh Hóa                        | Hà Nội                                  |
| 2018                                        | Hà Nội (4)                    | FLC Thanh Hóa                        | Sanna Khánh Hòa Biển Việt Nam           |
| 2019                                        | Hà Nội (5)                    | Thành phố Hồ Chí Minh                | Than Quảng Ninh                         |
| 2020                                        | Viettel (6)                   | Hà Nội                               | Sài Gòn                                 |
| 2021                                        | Mùa giải bị hủy do COVID-19   | Mùa giải bị hủy do COVID-19          | Mùa giải bị hủy do COVID-19             |
| 2022                                        | Hà Nội (6)                    | Hải Phòng                            | TopenLand Bình Định                     |
| 2023                                        | Công an Hà Nội (2)            | Hà Nội                               | Viettel                                 |
| 2023–24                                     | Thép Xanh Nam Định (2)        | MerryLand Quy Nhơn Bình Định         | Hà Nội                                  |
| 2024–25                                     | Thép Xanh Nam Định (3)        | Hà Nội                               | Công an Hà Nội                          |

- Mùa giải 1999 chỉ là giải tập huấn nên không trao các danh hiệu tập thể và cá nhân.

### Bảng tổng sắp huy chương
| Chú giải màu sắc                                   |
| -------------------------------------------------- |
| Đội bóng hiện đang tham dự giải Vô địch Quốc gia   |
| Đội bóng hiện đang tham dự giải hạng Nhất Quốc gia |
| Đội bóng hiện đang tham dự giải hạng Nhì Quốc gia  |
| Đội bóng hiện đang tham dự giải hạng Ba Quốc gia   |
| Đội bóng đã giải thể                               |

| Hạng | Câu lạc bộ                           | Thành tích với các phiên hiệu khác nhau                                                              | Vô địch | Á quân | Hạng ba |
| ---- | ------------------------------------ | --- | ------- | ------ | ------- |
| 1    | Hà Nội (2006)                        | Hà Nội T&T (3,4,0) Hà Nội (3,3,2)                                                                    | 6       | 7      | 2       |
| 2    | Thể Công                             | Câu lạc bộ Quân đội (5,3,3) Thể Công (0,0,1) Viettel (1,0,1)                                         | 6       | 3      | 5       |
| 3    | Becamex Thành phố Hồ Chí Minh        | Bình Dương (0,1,1) Becamex Bình Dương (4,1,0)                                                        | 4       | 2      | 1       |
| 4    | Thành phố Hồ Chí Minh                | Cảng Sài Gòn (4,0,1) Thành phố Hồ Chí Minh (0,1,0)                                                   | 4       | 1      | 1       |
| 5    | Đà Nẵng                              | Công nhân Quảng Nam – Đà Nẵng (1,3,0) Đà Nẵng (0,1,0) SHB Đà Nẵng (2,1,2)                            | 3       | 5      | 2       |
| 6    | Sông Lam Nghệ An                     | | 3       | 3      | 3       |
| 7    | Nam Định                             | Công nghiệp Hà Nam Ninh (1,0,0) Nam Định (0,1,1) Sông Đà Nam Định (0,1,0) Thép Xanh Nam Định (2,0,0) | 3       | 2      | 1       |
| 8    | Long An                              | Gạch Đồng Tâm Long An (2,1,1) Đồng Tâm Long An (0,2,0)                                               | 2       | 3      | 1       |
| 9    | Công an Hà Nội                       | | 2       | 1      | 4       |
| 10   | Hoàng Anh Gia Lai                    | | 2       | 0      | 2       |
| 11   | Đồng Tháp                            | Đồng Tháp (2,0,0) Tập đoàn Cao su Đồng Tháp (0,0,1)                                                  | 2       | 0      | 1       |
| 12   | Công an Thành phố Hồ Chí Minh        | Công an Thành phố Hồ Chí Minh (1,3,1) Ngân hàng Đông Á (0,0,1)                                       | 1       | 3      | 2       |
| 13   | Hải quan                             | | 1       | 1      | 2       |
| 14   | Hà Nội (1956)                        | Tổng cục Đường sắt (1,0,0)                                                                           | 1       | 0      | 0       |
| 14   | Quảng Nam                            | | 1       | 0      | 0       |
| 16   | Hải Phòng                            | Công an Hải Phòng (0,1,1) Xi măng Hải Phòng (0,1,1) Hải Phòng (0,2,0)                                | 0       | 4      | 2       |
| 17   | Thanh Hóa                            | Thanh Hóa (0,0,1) FLC Thanh Hóa (0,2,1)                                                              | 0       | 2      | 2       |
| 18   | Bình Định                            | PISICO Bình Định (0,0,1) TopenLand Bình Định (0,0,1) MerryLand Quy Nhơn Bình Định (0,1,0)            | 0       | 1      | 2       |
| 19   | Sở Công nghiệp Thành phố Hồ Chí Minh | | 0       | 1      | 1       |
| 20   | Huế                                  | | 0       | 1      | 0       |
| 20   | Quân khu Thủ đô                      | | 0       | 1      | 0       |
| 22   | An Giang                             | | 0       | 0      | 2       |
| 23   | Cảng Hải Phòng                       | | 0       | 0      | 1       |
| 23   | Khánh Hòa                            | Sanna Khánh Hòa Biển Việt Nam (0,0,1)                                                                | 0       | 0      | 1       |
| 23   | Lâm Đồng                             | | 0       | 0      | 1       |
| 23   | Quảng Ninh                           | Than Quảng Ninh (0,0,1)                                                                              | 0       | 0      | 1       |
| 23   | Sài Gòn                              | | 0       | 0      | 1       |
| 23   | Sài Gòn Xuân Thành                   | | 0       | 0      | 1       |

### Thành tích cụ thể của từng đội bóng
Tính đến ngày 14.08.2025, nguồn chính: http://www.rsssf.com/tablesv/vietchamp.html
Sau đây là bảng thống kê các mùa giải, số trận đấu và kết quả của từng đội bóng trong toàn bộ 42 mùa giải bóng đá Vô địch Quốc gia.
Số liệu về số mùa giải bao gồm mùa giải 2025–26, trái lại số liệu về số trận đấu và kết quả các trận không bao gồm mùa giải 2025–26 và những mùa giải không có thông tin được ghi chép, cụ thể là các vòng bảng mùa giải 1990 và 1992, vòng hai mùa giải 1995 và hai trận đấu ở vòng bảng mùa giải 1996.
Tổng số trận đấu được ghi lại là 5.890, trong đó có 4.275 trận phân thắng bại và 1.615 trận hòa. Tổng số bàn thắng là 15.420, trung bình 2,62 bàn/trận.
Điểm của các đội được quy đổi theo hệ thống tính điểm áp dụng từ mùa giải 1996, với 3 điểm cho một trận thắng, 1 điểm cho một trận hòa, 0 điểm cho một trận thua.
Thứ tự các đội bóng được sắp xếp theo thứ tự bảng chữ cái của tên tỉnh thành. Trong cùng tỉnh thành, đội bóng đang tham dự V.League sẽ được xếp trên. Trong các đội đang tham dự V.League, đội đã trở lại V.League sớm hơn được xếp trên. Trong các đội đã từng chơi ở V.League, đội bóng mới xuống hạng Nhất sẽ được xếp trên.
| Đội bóng                             | Phiên hiệu qua các mùa giải | SM | ST  | T   | H   | B   | BT   | BB  | Đ    |
| ------------------------------------ | --- | -- | --- | --- | --- | --- | ---- | --- | ---- |
| An Giang                             | |    |     |     |     |     |      |     |      |
| An Giang                             | An Giang (1980, 1982/83–1984, 1987–1997) Hùng Vương An Giang (2014) | 13 | 176 | 65  | 38  | 73  | 210  | 239 | 233  |
| Kiên Giang                           | Kienlongbank Kiên Giang (2012–2013) | 2  | 46  | 12  | 10  | 24  | 54   | 91  | 46   |
| Bắc Ninh                             | |    |     |     |     |     |      |     |      |
| Công an Hà Bắc                       | Công an Hà Bắc (1989) | 1  | 10  | 3   | 3   | 4   | 11   | 11  | 12   |
| Cần Thơ                              | |    |     |     |     |     |      |     |      |
| Cần Thơ                              | Cần Thơ (1996) Xổ số kiến thiết Cần Thơ (2015–2018) | 5  | 126 | 27  | 39  | 60  | 146  | 208 | 120  |
| Đà Nẵng                              | |    |     |     |     |     |      |     |      |
| Quảng Nam                            | QNK Quảng Nam (2014–2016) Quảng Nam (2017–2020, 2023/24–) | 10 | 222 | 73  | 73  | 76  | 343  | 355 | 292  |
| Đà Nẵng                              | Công nhân Quảng Nam – Đà Nẵng (1984–1995) Đà Nẵng (1999/00, 2001/02–2007) SHB Đà Nẵng (2008–2023, 2024/25–) | 34 | 654 | 253 | 182 | 219 | 906  | 817 | 941  |
| Quân khu 5                           | Quân khu 5 (1992) | 1  | 0   | 0   | 0   | 0   | 0    | 0   | 0    |
| Công an Quảng Nam – Đà Nẵng          | Công an Quảng Nam – Đà Nẵng (1987–1989) | 2  | 26  | 6   | 12  | 8   | 25   | 30  | 30   |
| Đồng Nai                             | |    |     |     |     |     |      |     |      |
| Đồng Nai                             | Đồng Nai (1989, 2013–2015) | 4  | 83  | 23  | 19  | 41  | 117  | 143 | 88   |
| Đồng Tháp                            | |    |     |     |     |     |      |     |      |
| Đồng Tháp                            | Đồng Tháp (1980, 1989–2000/01, 2003) Delta Đồng Tháp (2004–2005) Đồng Tháp (2007) Tập đoàn Cao su Đồng Tháp (2009–2012) Đồng Tháp (2015–2016) | 22 | 423 | 136 | 114 | 173 | 495  | 588 | 522  |
| Tiền Giang                           | Tiền Giang (1980, 1987–1993/94) Thép Pomina Tiền Giang (2006) | 8  | 88  | 19  | 24  | 45  | 76   | 125 | 81   |
| Gia Lai                              | |    |     |     |     |     |      |     |      |
| Hoàng Anh Gia Lai                    | Hoàng Anh Gia Lai (2003–2023/24 vòng 1–3) LPBank Hoàng Anh Gia Lai (2023/24 vòng 4–26) Hoàng Anh Gia Lai (2024/25–) | 23 | 532 | 199 | 134 | 199 | 752  | 758 | 731  |
| Bình Định                            | Công nhân Nghĩa Bình (1980–1989) Bình Định (1990–1995, 1998, 2001/02–2004) Hoa Lâm Bình Định (2005) PISICO Bình Định (2006–2007) Boss Bình Định (2008) TopenLand Bình Định (2022–2023) Quy Nhơn Bình Định (2023/24 vòng 1–3) MerryLand Quy Nhơn Bình Định (2023/24 vòng 4–26) Quy Nhơn Bình Định (2024/25)    | 25 | 429 | 142 | 118 | 169 | 483  | 564 | 544  |
| Hà Nội                               | |    |     |     |     |     |      |     |      |
| Hà Nội (2006)                        | T&T Hà Nội (2009) Hà Nội T&T (2010–2016) Hà Nội (2017–) | 17 | 392 | 216 | 94  | 82  | 777  | 460 | 742  |
| Thể Công                             | Câu lạc bộ Quân đội (1981/82–1998) Thể Công (1999/00–2004) Thể Công – Viettel (2008 vòng 1–19) Thể Công (2008 vòng 20–26–2009) Viettel (2019–2023/24 vòng 1–3) Thể Công – Viettel (2023/24 vòng 4–26–) | 29 | 537 | 244 | 139 | 154 | 712  | 564 | 869  |
| Công an Hà Nội                       | Công an Hà Nội (1980–1992, 1996–2001/02) Hàng không Việt Nam (2003) Công an Hà Nội (2023–) | 22 | 362 | 147 | 108 | 107 | 494  | 390 | 549  |
| Hà Nội (1956)                        | Tổng cục Đường sắt (1980–1985, 1987–1989) Đường sắt Việt Nam (1990–1993/94) ACB (2003) LG, Hà Nội. ACB (2004–2006 vòng 1–13) ACB Hà Nội (2006 vòng 14–24) Hà Nội ACB (2007–2008, 2011) Hà Nội (2012) | 19 | 323 | 94  | 89  | 140 | 376  | 467 | 371  |
| Hòa Phát Hà Nội                      | Hòa Phát Hà Nội (2005–2008, 2010–2011) | 6  | 150 | 41  | 42  | 67  | 185  | 239 | 165  |
| Thanh niên Hà Nội                    | Thanh niên Hà Nội (1991) | 1  | 10  | 1   | 2   | 7   | 5    | 14  | 5    |
| Công nhân Xây dựng Hà Nội            | Công nhân Xây dựng Hà Nội (1981/82–1985, 1987–1990) | 7  | 96  | 28  | 33  | 35  | 93   | 108 | 117  |
| Quân khu Thủ đô                      | Quân khu Thủ đô (1980–1989) | 8  | 105 | 30  | 37  | 38  | 109  | 120 | 127  |
| Phòng không – Không quân             | Phòng không – Không quân (1980–1987) | 7  | 104 | 29  | 33  | 42  | 110  | 152 | 120  |
| Hà Tĩnh                              | |    |     |     |     |     |      |     |      |
| Hồng Lĩnh Hà Tĩnh                    | Hồng Lĩnh Hà Tĩnh (2020–) | 6  | 116 | 27  | 52  | 37  | 118  | 139 | 133  |
| Hải Phòng                            | |    |     |     |     |     |      |     |      |
| Hải Phòng                            | Công an Hải Phòng (1986–1993/94, 1997–2001/02) Thép Việt – Úc Hải Phòng (2004) Mitsustar Hải Phòng (2005) Mitsustar Haier Hải Phòng (2006) Xi măng Hải Phòng (2008–2010) Vicem Hải Phòng (2011–2012) Xi măng Vicem Hải Phòng (2013) Hải Phòng (2014–)                                                         | 33 | 661 | 237 | 168 | 256 | 843  | 880 | 879  |
| Điện Hải Phòng                       | Điện Hải Phòng (1987–1991) | 4  | 47  | 14  | 18  | 15  | 36   | 41  | 60   |
| Cảng Hải Phòng                       | Cảng Hải Phòng (1980–1989) | 8  | 115 | 34  | 44  | 37  | 122  | 123 | 146  |
| Quân khu 3                           | Quân khu 3 (1980–1989) | 8  | 110 | 28  | 37  | 45  | 101  | 129 | 121  |
| Giao thông Vận tải Hải Hưng          | Giao thông Vận tải Hải Hưng (1989) | 1  | 10  | 0   | 3   | 7   | 1    | 20  | 3    |
| Công nhân Xây dựng Hải Phòng         | Công nhân Xây dựng Hải Phòng (1980–1981/82) | 2  | 22  | 6   | 6   | 10  | 13   | 22  | 24   |
| Thành phố Hồ Chí Minh                | |    |     |     |     |     |      |     |      |
| Becamex Thành phố Hồ Chí Minh        | Sông Bé (1993/94–1995) Bình Dương (1998, 2004–2006) Becamex Bình Dương (2007–2024/25) Becamex Thành phố Hồ Chí Minh (2025/26–) | 25 | 555 | 217 | 152 | 186 | 816  | 719 | 803  |
| Thành phố Hồ Chí Minh                | Cảng Sài Gòn (1980–2003) Thép Miền Nam – Cảng Sài Gòn (2005–2008) Thành phố Hồ Chí Minh (2009, 2017–2024/25) | 34 | 634 | 248 | 172 | 214 | 852  | 785 | 916  |
| Sài Gòn                              | Câu lạc bộ Hà Nội (2016 vòng 1–5) Sài Gòn (2016 vòng 6–26–2022) | 6  | 148 | 53  | 43  | 52  | 205  | 204 | 202  |
| Sài Gòn Xuân Thành                   | Sài Gòn (2012 vòng 1–17) Sài Gòn Xuân Thành (2012 vòng 18–26) Xi măng Xuân Thành Sài Gòn (2013) | 2  | 26  | 12  | 10  | 4   | 43   | 23  | 46   |
| Navibank Sài Gòn                     | Quân khu 4 (2009) Navibank Sài Gòn (2010–2012) | 4  | 104 | 31  | 29  | 44  | 125  | 151 | 122  |
| Công an Thành phố Hồ Chí Minh        | Công an Thành phố Hồ Chí Minh (1986–1989, 1991–2001/02 vòng 1–11) Ngân hàng Đông Á (2001/02 vòng 12–18–2003) Ngân hàng Đông Á Thép Pomina (2004) Công an Thành phố Hồ Chí Minh (2025/26–) | 15 | 266 | 107 | 64  | 95  | 390  | 329 | 385  |
| Hải quan                             | Hải quan (1980–1998) | 16 | 241 | 108 | 57  | 76  | 335  | 267 | 381  |
| Sở Công nghiệp Thành phố Hồ Chí Minh | Sở Công nghiệp Thành phố Hồ Chí Minh (1980–1989) | 8  | 130 | 53  | 39  | 38  | 176  | 168 | 198  |
| Quân khu 7                           | Quân khu 7 (1989) | 1  | 10  | 2   | 3   | 5   | 10   | 14  | 9    |
| Công nghiệp Thực phẩm                | Công nghiệp Thực phẩm (1980) Lương thực Thực phẩm (1981/82) Công nghiệp Thực phẩm (1985–1986) | 4  | 53  | 12  | 18  | 23  | 62   | 74  | 54   |
| Huế                                  | |    |     |     |     |     |      |     |      |
| Huế                                  | Thừa Thiên Huế (1995–1996, 1999/00–2001/02) Huda Huế (2007) | 6  | 121 | 34  | 30  | 57  | 121  | 166 | 132  |
| Hưng Yên                             | |    |     |     |     |     |      |     |      |
| Hưng Yên                             | Hưng Yên (2025/26–) |    |     |     |     |     |      |     |      |
| Khánh Hòa                            | |    |     |     |     |     |      |     |      |
| Khánh Hòa                            | Phú Khánh (1980–1989) Khánh Hòa (1992, 1995–2000/01) Khatoco Khánh Hòa (2006–2012) Sanna Khánh Hòa Biển Việt Nam (2015–2019) Khánh Hòa (2023–2023/24) | 29 | 598 | 205 | 152 | 241 | 698  | 791 | 767  |
| Lâm Đồng                             | |    |     |     |     |     |      |     |      |
| Lâm Đồng                             | Lâm Đồng (1985–1999/00) | 13 | 192 | 72  | 40  | 80  | 234  | 261 | 256  |
| Nghệ An                              | |    |     |     |     |     |      |     |      |
| Sông Lam Nghệ An                     | Sông Lam Nghệ Tĩnh (1986–1991) Sông Lam Nghệ An (1992–2003) PJICO Sông Lam Nghệ An (2004–2006) Tài chính Dầu khí Sông Lam Nghệ An (2007–2008) Sông Lam Nghệ An (2009–) | 37 | 735 | 285 | 226 | 224 | 1010 | 842 | 1081 |
| Ninh Bình                            | |    |     |     |     |     |      |     |      |
| Nam Định                             | Công nghiệp Hà Nam Ninh (1982/83–1987) Nam Định (1998–2003) Sông Đà Nam Định (2004–2005) Gạch men Mikado Nam Định (2006) Đạm Phú Mỹ Nam Định (2007–2008) Gạch men Mikado Nam Định (2009) Megastar Nam Định (2010) Nam Định (2018) Dược Nam Hà Nam Định (2019–2020) Nam Định (2022) Thép Xanh Nam Định (2023–) | 25 | 524 | 200 | 131 | 193 | 662  | 667 | 731  |
| Ninh Bình                            | Xi măng The Vissai Ninh Bình (2010–2014) Ninh Bình (2025/26–) | 6  | 98  | 33  | 25  | 40  | 133  | 151 | 124  |
| Dệt Nam Định                         | Dệt Nam Định (1984, 1987–1990, 1992) | 5  | 43  | 15  | 13  | 15  | 50   | 55  | 58   |
| Phú Thọ                              | |    |     |     |     |     |      |     |      |
| Phú Thọ                              | Công nghiệp Việt Trì Vĩnh Phú (1989) | 1  | 10  | 0   | 2   | 8   | 7    | 24  | 2    |
| Quảng Ninh                           | |    |     |     |     |     |      |     |      |
| Quảng Ninh                           | Than Quảng Ninh (1981/82–1989) Công nhân Quảng Ninh (1991) Than Quảng Ninh (2014–2020) | 15 | 281 | 108 | 80  | 93  | 389  | 346 | 404  |
| Tây Ninh                             | |    |     |     |     |     |      |     |      |
| Long An                              | Long An (1987–1995, 1998–1999/00) Gạch Đồng Tâm Long An (2003–2006) Đồng Tâm Long An (2007–2011, 2013–2015) Long An (2016–2017) | 23 | 456 | 158 | 113 | 185 | 647  | 711 | 587  |
| Gò Dầu                               | Gò Dầu (1989) | 1  | 10  | 2   | 1   | 7   | 5    | 15  | 7    |
| Tây Ninh                             | Tây Ninh (1980–1982/83) | 3  | 43  | 8   | 12  | 23  | 41   | 71  | 36   |
| Thanh Hóa                            | |    |     |     |     |     |      |     |      |
| Thanh Hóa                            | Halida Thanh Hóa (2007–2008 vòng 1–13) Xi măng Công Thanh Thanh Hóa (2008 vòng 14–26–2009 vòng 1–17) Thanh Hóa (2009 vòng 18–26) Lam Sơn Thanh Hóa (2010) Thanh Hóa (2011–2015 vòng 1–12) FLC Thanh Hóa (2015 vòng 13–26–2018) Thanh Hóa (2019–2020) Đông Á Thanh Hóa (2022–)                                 | 19 | 442 | 162 | 122 | 158 | 620  | 659 | 608  |
| Công an Thanh Hóa                    | Công an Thanh Hóa (1986–1991, 1993/94) | 6  | 63  | 13  | 13  | 37  | 58   | 104 | 52   |
| Vĩnh Long                            | |    |     |     |     |     |      |     |      |
| Vĩnh Long                            | Vĩnh Long (1997, 1999/00) | 2  | 22  | 3   | 12  | 7   | 18   | 26  | 21   |

### Thứ hạng cụ thể qua các mùa giải
Thứ hạng của các đội bóng trong những mùa giải 1980–1996 không phải là thứ hạng chính thức, vì những mùa giải đó chưa được tổ chức theo thể thức đấu vòng tròn tính điểm mà được chia làm nhiều giai đoạn. Tại những mùa giải này thứ hạng của từng đội được xác định như sau:
1. Đội bóng lọt vào giai đoạn sau được xếp trên các đội bóng chỉ dừng lại ở giai đoạn trước.
2. Trong cùng một giai đoạn của một mùa giải, thứ hạng của các đội được xác định theo điều lệ và quy định của mùa giải đó.

Từ mùa giải 1997, thứ hạng của các đội là chính thức. Do chưa có bản ghi kết quả vòng bảng mùa giải 1990 và 1992, thứ hạng của một số đội trong hai mùa giải này còn chưa được xác định chính xác.

Để tiện cho việc trình bày, những mùa giải bắt đầu từ năm trước và kết thúc vào năm sau, chẳng hạn như 2023–24 được ký hiệu ngắn là 23/24.
| Chú thích kết quả thi đấu      |
| ------------------------------ |
| Đội bóng vô địch               |
| Đội bóng á quân                |
| Đội bóng hạng ba               |
| Đội bóng được đặc cách         |
| Đội bóng bỏ giải hoặc bị loại  |
| Đội bóng mua/bán suất trụ hạng |
| Đội bóng bị xuống hạng         |
| Đội bóng bị xuống hai hạng     |

| Mùa                         | 80 | 81/82 | 82/83 | 84 | 85 | 86 | 87 | 89 | 90    | 91 | 92    | 93/94 | 95 | 96 | 97 | 98 | 99/00 | 00/01 | 01/02 | 03 | 04 | 05 | 06 | 07 | 08 | 09 | 10 | 11 | 12 | 13 | 14 | 15 | 16 | 17 | 18 | 19 | 20 | 22 | 23 | 23/24 | 24/25 | 25/26 |
| --------------------------- | -- | ----- | ----- | -- | -- | -- | -- | -- | ----- | -- | ----- | ----- | -- | -- | -- | -- | ----- | ----- | ----- | -- | -- | -- | -- | -- | -- | -- | -- | -- | -- | -- | -- | -- | -- | -- | -- | -- | -- | -- | -- | ----- | ----- | ----- |
| Số đội                      | 17 | 17    | 17    | 18 | 18 | 20 | 27 | 32 | 18    | 19 | 18    | 16    | 14 | 12 | 12 | 14 | 14    | 10    | 10    | 12 | 12 | 12 | 13 | 14 | 14 | 14 | 14 | 14 | 14 | 12 | 13 | 14 | 14 | 14 | 14 | 14 | 14 | 13 | 14 | 14    | 14    | 14    |
| Hà Nội (2006)               |    |       |       |    |    |    |    |    |       |    |       |       |    |    |    |    |       |       |       |    |    |    |    |    |    | 4  | 1  | 2  | 2  | 1  | 2  | 2  | 1  | 3  | 1  | 1  | 2  | 1  | 2  | 3     | 2     |       |
| Thể Công                    |    | 1     | 1     | 2  | 3  | 2  | 1  | 2  | 1     | 9  | 3     | 3     | 9  | 10 | 4  | 1  | 10    | 3     | 7     | 6  | 11 |    |    |    | 8  | 9  |    |    |    |    |    |    |    |    |    | 6  | 1  | 4  | 3  | 5     | 4     |       |
| Becamex TP.HCM              |    |       |       |    |    |    |    |    |       |    |       | 12    | 11 |    |    | 13 |       |       |       |    | 6  | 3  | 2  | 1  | 1  | 2  | 8  | 6  | 6  | 8  | 1  | 1  | 10 | 11 | 7  | 4  | 6  | 7  | 12 | 9     | 7     |       |
| Công an TP.HCM              |    |       |       |    |    | 6  | 12 | 20 |       | 6  | 6     | 2     | 1  | 2  | 5  | 3  | 2     | 5     | 3     | 9  | 12 |    |    |    |    |    |    |    |    |    |    |    |    |    |    |    |    |    |    |       |       |       |
| Đà Nẵng                     |    |       |       | 13 | 15 | 8  | 2  | 18 | 2     | 2  | 1     | 7     | 14 |    |    |    | 11    |       | 6     | 10 | 9  | 2  | 7  | 5  | 4  | 1  | 6  | 3  | 1  | 2  | 4  | 9  | 3  | 9  | 9  | 10 | 9  | 10 | 14 |       | 13    |       |
| Sông Lam Nghệ An            |    |       |       |    |    | 17 | 21 | 17 | 15-17 | 15 | 3     | 10    | 8  | 3  | 2  | 2  | 1     | 1     | 2     | 5  | 4  | 5  | 5  | 7  | 9  | 3  | 9  | 1  | 4  | 4  | 5  | 7  | 9  | 8  | 4  | 7  | 10 | 5  | 9  | 12    | 12    |       |
| Nam Định                    |    |       | 13    | 5  | 1  | 5  | 17 |    |       |    |       |       |    |    |    | 10 | 6     | 2     | 5     | 3  | 2  | 6  | 9  | 4  | 11 | 12 | 14 |    |    |    |    |    |    |    | 13 | 11 | 13 | 12 | 5  | 1     | 1     |       |
| Công an Hà Nội              | 2  | 3     | 14    | 1  | 4  | 14 | 10 | 3  | 9-14  | 11 | 15-18 |       |    | 9  | 10 | 4  | 3     | 7     | 8     | 8  |    |    |    |    |    |    |    |    |    |    |    |    |    |    |    |    |    |    | 1  | 6     | 3     |       |
| Hoàng Anh Gia Lai           |    |       |       |    |    |    |    |    |       |    |       |       |    |    |    |    |       |       |       | 1  | 1  | 4  | 4  | 3  | 7  | 6  | 7  | 9  | 5  | 3  | 9  | 13 | 12 | 10 | 10 | 8  | 7  | 6  | 10 | 10    | 9     |       |
| Quảng Nam                   |    |       |       |    |    |    |    |    |       |    |       |       |    |    |    |    |       |       |       |    |    |    |    |    |    |    |    |    |    |    | 8  | 8  | 5  | 1  | 11 | 9  | 14 |    |    | 11    | 11    |       |
| Hải Phòng                   |    |       |       |    |    | 15 | 11 | 13 | 9-14  | 3  | 2     | 13    |    |    | 8  | 8  | 8     | 6     | 10    |    | 10 | 7  | 12 |    | 3  | 7  | 2  | 12 | 14 | 6  | 10 | 6  | 2  | 7  | 6  | 12 | 12 | 2  | 6  | 7     | 6     |       |
| Thanh Hóa                   |    |       |       |    |    |    |    |    |       |    |       |       |    |    |    |    |       |       |       |    |    |    |    | 9  | 10 | 14 | 12 | 7  | 11 | 5  | 3  | 3  | 6  | 2  | 2  | 13 | 11 | 8  | 4  | 8     | 8     |       |
| Hồng Lĩnh Hà Tĩnh           |    |       |       |    |    |    |    |    |       |    |       |       |    |    |    |    |       |       |       |    |    |    |    |    |    |    |    |    |    |    |    |    |    |    |    |    | 8  | 11 | 8  | 13    | 5     |       |
| Ninh Bình                   |    |       |       |    |    |    |    |    |       |    |       |       |    |    |    |    |       |       |       |    |    |    |    |    |    |    |    |    |    |    |    |    |    |    |    |    |    |    |    |       |       |       |
| TP.HCM                      | 6  | 13    | 4     | 11 | 5  | 1  | 6  | 6  | 5-8   | 4  | 9-14  | 1     | 3  | 8  | 1  | 5  | 4     | 4     | 1     | 11 |    | 8  | 10 | 8  | 5  | 13 |    |    |    |    |    |    |    | 12 | 12 | 2  | 5  | 9  | 13 | 4     | 10    |       |
| Bình Định                   | 10 | 14    | 9     | 9  | 11 | 13 | 9  | 15 | 9-14  | 10 | 9-14  | 5     | 13 |    |    | 14 |       |       | 4     | 4  | 7  | 10 | 3  | 6  | 12 |    |    |    |    |    |    |    |    |    |    |    |    | 3  | 7  | 2     | 14    |       |
| Khánh Hòa                   | 14 | 12    | 12    | 16 | 14 | 12 | 4  | 21 |       |    | 15-18 |       | 5  | 5  | 9  | 9  | 9     | 10    |       |    |    |    | 6  | 10 | 6  | 8  | 4  | 11 | 12 |    |    | 5  | 8  | 6  | 3  | 14 |    |    | 11 | 14    |       |       |
| Long An                     |    |       |       |    |    |    | 26 | 5  | 5-8   | 16 | 9-14  | 4     | 12 |    |    | 12 | 12    |       |       | 2  | 3  | 1  | 1  | 2  | 2  | 10 | 5  | 13 |    | 9  | 11 | 10 | 13 | 14 |    |    |    |    |    |       |       |       |
| Đồng Tháp                   | 16 |       |       |    |    |    |    | 1  | 5-8   | 13 | 5     | 8     | 6  | 1  | 7  | 7  | 5     | 9     |       | 7  | 8  | 12 |    | 14 |    | 5  | 3  | 5  | 13 |    |    | 12 | 14 |    |    |    |    |    |    |       |       |       |
| Đồng Nai                    |    |       |       |    |    |    |    | 19 |       |    |       |       |    |    |    |    |       |       |       |    |    |    |    |    |    |    |    |    |    | 7  | 7  | 14 |    |    |    |    |    |    |    |       |       |       |
| Huế                         |    |       |       |    |    |    |    |    |       |    |       |       | 2  | 12 |    |    | 7     | 8     | 9     |    |    |    |    | 13 |    |    |    |    |    |    |    |    |    |    |    |    |    |    |    |       |       |       |
| Lâm Đồng                    |    |       |       |    | 9  | 10 | 5  | 16 | 9-14  | 14 | 9-14  | 11    | 7  | 4  | 3  | 6  | 13    |       |       |    |    |    |    |    |    |    |    |    |    |    |    |    |    |    |    |    |    |    |    |       |       |       |
| Vĩnh Long                   |    |       |       |    |    |    |    |    |       |    |       |       |    |    | 12 |    | 14    |       |       |    |    |    |    |    |    |    |    |    |    |    |    |    |    |    |    |    |    |    |    |       |       |       |
| Tây Ninh                    | 13 | 9     | 17    |    |    |    |    |    |       |    |       |       |    |    |    |    |       |       |       |    |    |    |    |    |    |    |    |    |    |    |    |    |    |    |    |    |    |    |    |       |       |       |
| Cần Thơ                     |    |       |       |    |    |    |    |    |       |    |       |       |    | 11 |    |    |       |       |       |    |    |    |    |    |    |    |    |    |    |    |    | 11 | 11 | 13 | 14 |    |    |    |    |       |       |       |
| An Giang                    | 15 |       | 15    | 17 |    |    | 3  | 8  | 3     | 5  | 9-14  | 9     | 4  | 6  | 11 |    |       |       |       |    |    |    |    |    |    |    |    |    |    |    | 12 |    |    |    |    |    |    |    |    |       |       |       |
| Kiên Giang                  |    |       |       |    |    |    |    |    |       |    |       |       |    |    |    |    |       |       |       |    |    |    |    |    |    |    |    |    | 10 | 11 |    |    |    |    |    |    |    |    |    |       |       |       |
| Tiền Giang                  | 17 |       |       |    |    |    | 18 | 14 | 15-17 | 8  | 8     | 14    |    |    |    |    |       |       |       |    |    |    | 13 |    |    |    |    |    |    |    |    |    |    |    |    |    |    |    |    |       |       |       |
| Sài Gòn                     |    |       |       |    |    |    |    |    |       |    |       |       |    |    |    |    |       |       |       |    |    |    |    |    |    |    |    |    |    |    |    |    | 7  | 5  | 8  | 5  | 3  | 13 |    |       |       |       |
| Quảng Ninh                  |    | 5     | 11    | 14 | 13 | 7  | 16 | 22 |       | 18 |       |       |    |    |    |    |       |       |       |    |    |    |    |    |    |    |    |    |    |    | 6  | 4  | 4  | 4  | 5  | 3  | 4  |    |    |       |       |       |
| XMTV Ninh Bình              |    |       |       |    |    |    |    |    |       |    |       |       |    |    |    |    |       |       |       |    |    |    |    |    |    |    | 11 | 4  | 8  | 10 | 13 |    |    |    |    |    |    |    |    |       |       |       |
| Sài Gòn Xuân Thành          |    |       |       |    |    |    |    |    |       |    |       |       |    |    |    |    |       |       |       |    |    |    |    |    |    |    |    |    | 3  | 12 |    |    |    |    |    |    |    |    |    |       |       |       |
| Navibank Sài Gòn            |    |       |       |    |    |    |    |    |       |    |       |       |    |    |    |    |       |       |       |    |    |    |    |    |    | 11 | 13 | 8  | 7  |    |    |    |    |    |    |    |    |    |    |       |       |       |
| Hà Nội (1956)               | 1  | 10    | 5     | 4  | 18 |    | 22 | 11 | 5-8   | 12 | 9-14  | 15    |    |    |    |    |       |       |       | 12 | 5  | 11 | 8  | 11 | 13 |    |    | 14 | 9  |    |    |    |    |    |    |    |    |    |    |       |       |       |
| Hòa Phát Hà Nội             |    |       |       |    |    |    |    |    |       |    |       |       |    |    |    |    |       |       |       |    |    | 9  | 11 | 12 | 14 |    | 10 | 10 |    |    |    |    |    |    |    |    |    |    |    |       |       |       |
| Hải quan                    | 3  | 8     | 2     | 10 | 6  | 3  | 8  | 10 | 4     | 1  | 7     | 6     | 10 | 7  | 6  | 12 |       |       |       |    |    |    |    |    |    |    |    |    |    |    |    |    |    |    |    |    |    |    |    |       |       |       |
| Công an Thanh Hóa           |    |       |       |    |    | 18 | 23 | 9  | 9-14  | 17 |       | 16    |    |    |    |    |       |       |       |    |    |    |    |    |    |    |    |    |    |    |    |    |    |    |    |    |    |    |    |       |       |       |
| Dệt Nam Định                |    |       |       | 18 |    |    | 14 | 7  | 18    |    | 15-18 |       |    |    |    |    |       |       |       |    |    |    |    |    |    |    |    |    |    |    |    |    |    |    |    |    |    |    |    |       |       |       |
| Quân khu 5                  |    |       |       |    |    |    |    |    |       |    | 15-18 |       |    |    |    |    |       |       |       |    |    |    |    |    |    |    |    |    |    |    |    |    |    |    |    |    |    |    |    |       |       |       |
| Điện Hải Phòng              |    |       |       |    |    |    | 24 | 4  | 9-14  | 7  |       |       |    |    |    |    |       |       |       |    |    |    |    |    |    |    |    |    |    |    |    |    |    |    |    |    |    |    |    |       |       |       |
| Thanh niên Hà Nội           |    |       |       |    |    |    |    |    |       | 19 |       |       |    |    |    |    |       |       |       |    |    |    |    |    |    |    |    |    |    |    |    |    |    |    |    |    |    |    |    |       |       |       |
| CNXD Hà Nội                 |    | 15    | 6     | 8  | 17 |    | 13 | 12 | 15-17 |    |       |       |    |    |    |    |       |       |       |    |    |    |    |    |    |    |    |    |    |    |    |    |    |    |    |    |    |    |    |       |       |       |
| Công an Hà Bắc              |    |       |       |    |    |    |    | 23 |       |    |       |       |    |    |    |    |       |       |       |    |    |    |    |    |    |    |    |    |    |    |    |    |    |    |    |    |    |    |    |       |       |       |
| Cảng Hải Phòng              | 9  | 11    | 3     | 7  | 7  | 11 | 20 | 24 |       |    |       |       |    |    |    |    |       |       |       |    |    |    |    |    |    |    |    |    |    |    |    |    |    |    |    |    |    |    |    |       |       |       |
| Quân khu 3                  | 4  | 6     | 16    | 12 | 8  | 20 | 25 | 25 |       |    |       |       |    |    |    |    |       |       |       |    |    |    |    |    |    |    |    |    |    |    |    |    |    |    |    |    |    |    |    |       |       |       |
| Công an Quảng Nam – Đà Nẵng |    |       |       |    |    |    | 19 | 26 |       |    |       |       |    |    |    |    |       |       |       |    |    |    |    |    |    |    |    |    |    |    |    |    |    |    |    |    |    |    |    |       |       |       |
| Quân khu Thủ đô             | 7  | 2     | 10    | 15 | 10 | 16 | 15 | 27 |       |    |       |       |    |    |    |    |       |       |       |    |    |    |    |    |    |    |    |    |    |    |    |    |    |    |    |    |    |    |    |       |       |       |
| Quân khu 7                  |    |       |       |    |    |    |    | 28 |       |    |       |       |    |    |    |    |       |       |       |    |    |    |    |    |    |    |    |    |    |    |    |    |    |    |    |    |    |    |    |       |       |       |
| Gò Dầu                      |    |       |       |    |    |    |    | 29 |       |    |       |       |    |    |    |    |       |       |       |    |    |    |    |    |    |    |    |    |    |    |    |    |    |    |    |    |    |    |    |       |       |       |
| GTVT Hải Hưng               |    |       |       |    |    |    |    | 30 |       |    |       |       |    |    |    |    |       |       |       |    |    |    |    |    |    |    |    |    |    |    |    |    |    |    |    |    |    |    |    |       |       |       |
| CN Việt Trì Vĩnh Phú        |    |       |       |    |    |    |    | 31 |       |    |       |       |    |    |    |    |       |       |       |    |    |    |    |    |    |    |    |    |    |    |    |    |    |    |    |    |    |    |    |       |       |       |
| Sở CN TP.HCM                | 8  | 4     | 7     | 3  | 2  | 4  | 7  | 32 |       |    |       |       |    |    |    |    |       |       |       |    |    |    |    |    |    |    |    |    |    |    |    |    |    |    |    |    |    |    |    |       |       |       |
| Phòng không – Không quân    | 5  | 7     | 8     | 6  | 12 | 9  | 27 |    |       |    |       |       |    |    |    |    |       |       |       |    |    |    |    |    |    |    |    |    |    |    |    |    |    |    |    |    |    |    |    |       |       |       |
| CN Thực phẩm                | 11 | 16    |       |    | 16 | 19 |    |    |       |    |       |       |    |    |    |    |       |       |       |    |    |    |    |    |    |    |    |    |    |    |    |    |    |    |    |    |    |    |    |       |       |       |
| CNXD Hải Phòng              | 12 | 17    |       |    |    |    |    |    |       |    |       |       |    |    |    |    |       |       |       |    |    |    |    |    |    |    |    |    |    |    |    |    |    |    |    |    |    |    |    |       |       |       |

| Chú giải màu sắc                              |
| --------------------------------------------- |
| Đội bóng đang tham dự giải Vô địch Quốc gia   |
| Đội bóng đang tham dự giải hạng Nhất Quốc gia |
| Đội bóng đang tham dự giải hạng Nhì Quốc gia  |
| Đội bóng đang tham dự giải hạng Ba Quốc gia   |
| Đội bóng đã giải thể                          |

## Kỷ lục

### Mùa giải
- Mùa giải nhiều câu lạc bộ tham dự nhất: 1989, 32 câu lạc bộ
- Mùa giải ít câu lạc bộ tham dự nhất: 2000–01 và 2001–02, 10 câu lạc bộ
- Mùa giải nhiều trận đấu nhất: 1987, 242 trận
- Mùa giải ít trận đấu nhất: 1993–94, 71 trận
- Mùa giải nhiều bàn thắng nhất: 1987, 567 bàn
- Mùa giải ít bàn thắng nhất: 2001–02, 186 bàn
- Mùa giải có số bàn thắng trung bình mỗi trận nhiều nhất: 2014, 3,53 (466 bàn/132 trận)
- Mùa giải có số bàn thắng trung bình mỗi trận ít nhất: 1991, 1,94 (225 bàn/116 trận)
- Mùa giải kéo dài nhất: 1981–82, 392 ngày (từ 8 tháng 3 năm 1981 đến 4 tháng 4 năm 1982)
- Mùa giải kéo dài nhất trong một năm dương lịch: 2017, 323 ngày (từ 7 tháng 1 đến 25 tháng 11 năm 2017)
- Mùa giải ngắn nhất (không tính giải tập huấn năm 1999): 1992, 47 ngày (từ 29 tháng 3 đến 14 tháng 5 năm 1992)

### Câu lạc bộ
- Vô địch nhiều lần nhất: Thể Công, Hà Nội – mỗi đội 6 lần
- Vô địch liên tiếp: Câu lạc bộ Quân đội (1981–82, 1982–83), Sông Lam Nghệ An (1999–00, 2000–01), Hoàng Anh Gia Lai (2003, 2004), Gạch Đồng Tâm Long An (2005, 2006), Becamex Bình Dương (2007, 2008), (2014, 2015), Hà Nội (2018, 2019), Thép Xanh Nam Định (2023–24, 2024–25) – đều vô địch liên tiếp 2 lần
- Vô địch sớm nhất: Hà Nội (2018), trước 5 vòng đấu
- Vô địch ngay sau khi lên hạng: Đồng Tháp (1989), Hoàng Anh Gia Lai (2003) và Công an Hà Nội (2023)
- Xuống hạng ngay sau khi vô địch: Cảng Sài Gòn (2003)
- Chưa từng xuống hạng kể từ khi bắt đầu tham dự giải Vô địch Quốc gia: Sông Lam Nghệ An (từ 1986), Hoàng Anh Gia Lai (từ 2003), Thanh Hóa (từ 2007), Hà Nội (từ 2009), Hồng Lĩnh Hà Tĩnh (từ 2020) và Ninh Bình (từ 2025–26)
- Xuống hạng nhiều lần nhất: Đồng Tháp, Khánh Hòa – mỗi đội 6 lần
- Tham dự nhiều mùa giải nhất: Sông Lam Nghệ An, 37 mùa giải
- Giành nhiều điểm nhất trong một mùa giải: Hà Nội (2018), 64 điểm
- Đội vô địch giành điểm trung bình 1 trận cao nhất trong một mùa giải: Hà Nội (2018), 64 điểm/26 trận – Trung bình 2,46 điểm/trận
- Đội vô địch giành điểm trung bình 1 trận thấp nhất trong một mùa giải: Gạch Đồng Tâm Long An (2006), 40 điểm/24 trận – Trung bình 1,67 điểm/trận
- Thắng nhiều trận nhất trong một mùa giải: Hà Nội (2018), 20 trận
- Hòa nhiều trận nhất trong một mùa giải: Sông Lam Nghệ An (2012), 14 trận
- Thua nhiều trận nhất trong một mùa giải: Bình Định (1998), Megastar Nam Định (2010), Đồng Tháp (2016), Long An (2017), cùng 20 trận
- Đội vô địch có số bàn thắng nhiều nhất trong một mùa giải: Hà Nội (2018), 72 bàn thắng
- Đội vô địch có số bàn thắng trung bình nhiều nhất trong một mùa giải: Hà Nội (2018), 72 bàn thắng/26 trận – Trung bình 2,77 bàn thắng/trận
- Đội vô địch có số bàn thua ít nhất trong một mùa giải: Cảng Sài Gòn (1993–94), 4 bàn thua
- Đội vô địch có số bàn thua trung bình ít nhất trong một mùa giải: Cảng Sài Gòn (1993–94), 4 bàn thua/12 trận – Trung bình 0,33 bàn thua/trận
- Đội vô địch có hiệu số bàn thắng thua cao nhất trong một mùa giải: Hà Nội (2018), hiệu số +42
- Đội vô địch có hiệu số bàn thắng thua thấp nhất trong một mùa giải: Cảng Sài Gòn (2001–02), hiệu số +4
- Đội vô địch với thành tích bất bại trong một mùa giải: Tổng cục Đường sắt (1980) và Công nghiệp Hà Nam Ninh (1985)
- Đội vô địch thua nhiều trận nhất trong một mùa giải:
  - Gạch Đồng Tâm Long An (2006) – 8/24 trận[14]
  - Hà Nội T&T (2010) – 8/26 trận
  - Hà Nội T&T (2016) – 8/26 trận
- Các đội vô địch, á quân và hạng ba có chung sân nhà: Công an Hà Nội, Hà Nội và Viettel (2023) – sân vận động Hàng Đẫy
- Các đội vô địch, á quân và hạng ba thuộc cùng địa phương: Câu lạc bộ Quân đội, Phòng không – Không quân và Công an Hà Nội (1981–82); Công an Hà Nội, Hà Nội và Viettel (2023) – đều cùng ở Hà Nội
- Nhiều trận thắng liên tiếp nhất trong một mùa giải: Gạch Đồng Tâm Long An (2005) và Sông Lam Nghệ An (2018) – 8 trận
- Nhiều trận thua liên tiếp nhất trong một mùa giải: Đồng Tháp (2016) và Long An (2017) – 10 trận
- Nhiều trận không thua liên tiếp nhất trong một mùa giải: Nam Định (2004) – 16 trận
- Nhiều trận không thắng liên tiếp nhất trong một mùa giải: Đồng Tháp (2016) – 23 trận, gồm 5 trận hòa và 18 trận thua
- Nhiều trận không thắng liên tiếp trên sân khách nhất: Nam Định, 29 trận (23 tháng 6, 2018 – 28 tháng 3, 2021)
- Chuỗi trận bất bại liên tiếp dài nhất: Công nghiệp Hà Nam Ninh, 23 trận (gồm 3 trận mùa 1984, 16 trận mùa 1985 và 4 trận mùa 1986)
- Chuỗi trận bất bại liên tiếp trên sân nhà dài nhất: Hà Nội – 33 trận, gồm 27 trận thắng và 6 trận hòa (2 tháng 7, 2017 – 18 tháng 6, 2020)[15]
- Bất bại trên sân nhà trong một mùa giải:
  - Hoàng Anh Gia Lai (2004)[16]
  - Sông Lam Nghệ An (2013)
  - SHB Đà Nẵng (2009, 2013)
  - Thanh Hóa (2014)
  - Becamex Bình Dương (2014)
  - Hà Nội (2014, 2015, 2018, 2019)
  - Quảng Nam (2017)
- Bất bại trên sân khách trong một mùa giải: Đông Á Thanh Hóa (2023)[17]
- Chuỗi trận bất bại liên tiếp trên sân khách dài nhất: Đông Á Thanh Hóa – 12 trận (9 trận mùa 2023 và 3 trận mùa 2023–24)
- Nhiều trận giữ sạch lưới liên tiếp nhất trong một mùa giải: Sông Đà Nam Định (2004) – 9 trận
- Thời gian giữ sạch lưới liên tiếp lâu nhất: Sông Đà Nam Định (2004) – 879 phút[18]
- Câu lạc bộ có nhiều vua phá lưới nhất: Đà Nẵng, 7 danh hiệu vua phá lưới (4 của Gaston Merlo)
- Đội bóng xếp cuối bảng ghi nhiều bàn thắng nhất: Hà Nội ACB (2011), 36 bàn
- Bị thủng lưới nhiều nhất trong một mùa giải: Thanh Hóa (2009), 68 bàn
- Bị thủng lưới nhiều nhất trên sân khách trong một mùa giải: Thanh Hóa (2009), 43 bàn[19]
- Câu lạc bộ đứng cuối cùng trên bảng xếp hạng chung cuộc nhưng không phải xuống hạng, tính từ khi áp dụng thể thức vòng tròn 2 lượt (1996): LG, Hà Nội. ACB/Hà Nội ACB (2003, 2011), Thanh Hóa (2009), Vicem Hải Phòng (2012), Kienlongbank Kiên Giang (2013).[20] Trong khi ba đội bóng đầu tiên vẫn tiếp tục được thi đấu tại V.League nhờ việc mua lại suất tham dự của các đội bóng khác, Kienlongbank Kiên Giang lại được hưởng lợi từ việc Xi măng Xuân Thành Sài Gòn bỏ giải cộng với quy định của giải đấu chỉ có 1 đội xuống hạng ở mùa giải năm đó. Tuy nhiên, đội bóng này cũng không thể trụ lại được lâu khi họ đã quyết định rút lui khỏi giải đấu ở mùa giải tiếp theo.

### Cầu thủ
- Thi đấu nhiều trận nhất: Nguyễn Hồng Sơn (Thể Công) – 401 trận tại các mùa giải 1988–2004. Nếu tính cả các giải vô địch miền Bắc (tiền thân của giải vô địch quốc gia) thì cầu thủ thi đấu nhiều trận nhất là Nguyễn Thế Anh (Thể Công) với 412 trận.
- Ghi nhiều bàn thắng nhất: Hoàng Vũ Samson – 205 bàn thắng tại các mùa giải 2009–2024/25.[21]
- Ghi nhiều bàn thắng nhất trong một mùa giải: Rafaelson (Thép Xanh Nam Định) – 31 bàn, mùa giải 2023–24.
- Kiến tạo nhiều bàn thắng nhất trong một mùa giải: Nghiêm Xuân Tú (Than Quảng Ninh) – 17 lần/26 trận, mùa giải 2018.
- Cầu thủ đá phản lưới nhà nhiều nhất trong một mùa giải: Lê Đức Tuấn (Thanh Hóa) – 3 bàn/26 trận, mùa giải 2015.
- Ghi nhiều bàn thắng nhất trong một trận đấu: 5 bàn
  - Nguyễn Trung Hậu (Công nghiệp Thực phẩm), trong trận Công nghiệp Thực phẩm 5–1 Tiền Giang, giải A1 toàn quốc năm 1980.[22]
  - Lâm (Công an Thành phố Hồ Chí Minh), trong trận Công an Thành phố Hồ Chí Minh 5–0 Sông Lam Nghệ Tĩnh, vòng 16 giai đoạn 1 giải A1 toàn quốc năm 1987.[22]
  - Nguyễn Đình Việt (Hoàng Anh Gia Lai), trong trận Hoàng Anh Gia Lai 6–1 Hòa Phát Hà Nội, ngày 27 tháng 5 năm 2007.
  - Rafaelson (Thép Xanh Nam Định), trong trận Đông Á Thanh Hóa 2–5 Thép Xanh Nam Định, ngày 26 tháng 5 năm 2024.
- Ghi bàn trong nhiều trận liên tiếp nhất: Huỳnh Kesley Alves (Becamex Bình Dương) – 10 trận mùa giải 2005 (từ vòng 7 đến vòng 17)[23]
- Cầu thủ trẻ nhất ra sân: Trần Gia Bảo (Hoàng Anh Gia Lai), sinh ngày 3 tháng 1 năm 2008, trong trận Quảng Nam 0–4 Hoàng Anh Gia Lai ngày 15 tháng 9 năm 2024, lúc 16 tuổi 256 ngày.
- Cầu thủ trẻ nhất ghi bàn: Trần Gia Bảo (Hoàng Anh Gia Lai), sinh ngày 3 tháng 1 năm 2008, trong trận Quảng Nam 0–4 Hoàng Anh Gia Lai ngày 15 tháng 9 năm 2024, lúc 16 tuổi 256 ngày.
- Nguyễn Văn Dũng và Gaston Merlo cùng nắm giữ kỉ lục là vua phá lưới nhiều lần nhất (4 lần), với Nguyễn Văn Dũng là các năm 1984, 1985, 1986 và 1998 còn Gaston Merlo là các năm 2009, 2010, 2011 và 2016. Nguyễn Văn Dũng là vua phá lưới nhiều tuổi nhất (35 tuổi năm 1998); đoạt lại được danh hiệu vua phá lưới với khoảng thời gian cách xa nhất (12 năm, từ 1986 tới 1998); chia sẻ kỷ lục vua phá lưới 3 năm liên tiếp (1984–1986) với Gaston Merlo (Argentina) (2009–2011).
- Nguyễn Hồng Sơn là vua phá lưới trẻ nhất (20 tuổi năm 1990).
- Kể từ khi các cầu thủ nước ngoài được thi đấu ở Giải bóng đá Vô địch Quốc gia (2003), vua phá lưới đều là cầu thủ nước ngoài, ngoại trừ duy nhất Nguyễn Anh Đức (2017). Almeida (Brasil) là cầu thủ nước ngoài đầu tiên bảo vệ được danh hiệu vua phá lưới (2008).

### Trận đấu
- Trận đấu có tổng số bàn thắng nhiều nhất: 13 bàn
  - Công an Thành phố Hồ Chí Minh 9–4 Thừa Thiên Huế, vòng 22 giải bóng đá Các đội mạnh Toàn quốc 1996.
- Trận thắng đậm nhất trên sân nhà: thắng cách biệt 8 bàn
  - Sông Lam Nghệ An 8–0 Đồng Tâm Long An, vòng 14 V.League 2013.
  - Đồng Nai 8–0 Thanh Hóa, vòng 12 V.League 2014.
- Trận thắng đậm nhất trên sân khách: thắng cách biệt 6 bàn
  - Tập đoàn Cao su Đồng Tháp 0–6 Đồng Tâm Long An, vòng 23 V.League 2010.
  - Thành phố Hồ Chí Minh 0–6 Hà Nội, vòng 20 V.League 2022.
- Trận đấu có nhiều bàn thắng nhất trong hiệp 1: 6 bàn
  - Đồng Tâm Long An 3–3 Đồng Nai, vòng 24 V.League 2015 (tỷ số chung cuộc: 4–4).
- Trận đấu có nhiều bàn thắng nhất trong hiệp 2: 7 bàn
  - Hà Nội 6–3 Thành phố Hồ Chí Minh, vòng 18 V.League 2018 (tỷ số hiệp 1: 2–0).
- Trận đấu có tỷ số cách biệt lớn nhất: cách biệt 8 bàn
  - Sông Lam Nghệ An 8–0 Đồng Tâm Long An, vòng 14 V.League 2013.
  - Đồng Nai 8–0 Thanh Hóa, vòng 12 V.League 2014.
- Trận hòa có nhiều bàn thắng nhất: 8 bàn
  - Bình Định 4–4 Sông Lam Nghệ An, vòng 19 V.League 2004
  - Hà Nội T&T 4–4 QNK Quảng Nam, vòng 3 V.League 2015
  - Đồng Tâm Long An 4–4 Đồng Nai, vòng 24 V.League 2015
  - FLC Thanh Hóa 4–4 QNK Quảng Nam, vòng 15 V.League 2016
  - Than Quảng Ninh 4–4 Hà Nội T&T, vòng 26 V.League 2017
  - Quảng Nam 4–4 Becamex Bình Dương, vòng 18 V.League 2018
- Ngược dòng thắng trận sau khi bị dẫn cách biệt nhiều bàn nhất: 2 bàn
  - Thanh Hóa 2–6 Becamex Bình Dương, tại vòng 1 V.League 2010, tỷ số lúc cách biệt nhất: 2–0
  - Sông Lam Nghệ An 5–3 Xi măng The Vissai Ninh Bình, tại vòng 25 V.League 2012, tỷ số lúc cách biệt nhất: 0–2
  - Hải Phòng 2–3 Hà Nội T&T, tại vòng 10 V.League 2013, tỷ số lúc cách biệt nhất: 2–0
  - Sông Lam Nghệ An 2–4 Quảng Nam, tại vòng 5 V.League 2017, tỉ số lúc cách biệt nhất: 2–0
  - Hà Nội 5–2 Viettel, tại vòng 23 V.League 2019, tỷ số lúc cách biệt nhất: 0–2
  - Becamex Bình Dương 3–2 Hoàng Anh Gia Lai, tại vòng 6 giai đoạn 2, V.League 2020, tỉ số lúc cách biệt nhất: 0–2
- Ngược dòng thủ hòa sau khi bị dẫn cách biệt nhiều bàn nhất: 3 bàn
  - Hà Nội T&T 4–4 QNK Quảng Nam, tại vòng 3 V.League 2015, tỷ số lúc cách biệt nhất: 4–1
  - Hà Nội 3–3 Nam Định, tại vòng 19 V.League 2018, tỷ số lúc cách biệt nhất: 0–3
  - Thành phố Hồ Chí Minh 3–3 Xổ số kiến thiết Cần Thơ, tại vòng 16 V.League 2018, tỉ số lúc cách biệt nhất: 0–3
- Trận thua đậm nhất của đội đương kim vô địch: 5 bàn
  - Sông Lam Nghệ An 5–0 SHB Đà Nẵng, tại vòng 7 V.League 2010, sau khi SHB Đà Nẵng vô địch mùa giải 2009
- Trận đấu có 1 đội ghi 5 bàn nhanh nhất: 16 phút
  - Sài Gòn 0–5 Hoàng Anh Gia Lai, các cầu thủ Hoàng Anh Gia Lai ghi 5 bàn từ phút 73 đến phút 88, tại vòng 1 V.League 2016
- Trận đấu đầu tiên sử dụng trợ lý trọng tài video (VAR): Viettel 4–0 Hồng Lĩnh Hà Tĩnh tại vòng 3, giai đoạn 2 V.League 2023
- Trận đấu dài nhất kể từ khi áp dụng thể thức vòng tròn 2 lượt (1996): Hồng Lĩnh Hà Tĩnh 1–1 Hà Nội tại vòng 4 V.League 2020, kéo dài 115 phút (hiệp 1 có 22 phút bù giờ để xử lý tình trạng quá tải lượng khán giả trên sân vận động, hiệp 2 có 3 phút bù giờ)

### Khán giả
- Lượng khán giả nhiều nhất trong một trận đấu: 38.000 người[a] (Nam Định 3–2 Hoàng Anh Gia Lai, vòng 22 V.League 2003[24])
- Lượng khán giả ít nhất trong một trận đấu: 0 người
  - Gạch Đồng Tâm Long An 2–1 Xi măng Hải Phòng, vòng 24 V.League 2006.[14][25][26] Đây là trận đấu đầu tiên tại V.League áp dụng hình thức kỷ luật thi đấu trên sân nhà không khán giả.[27]
  - Hà Nội 5–2 Viettel, vòng 23 V.League 2019.

(Không tính các trận đấu ở hai vòng đầu mùa giải 2020, một số trận đấu vòng 3 mùa giải 2021 và các trận sân nhà của Hoàng Anh Gia Lai ở vòng 2 và vòng 4 mùa giải 2022 diễn ra trên sân không khán giả hoặc bị hạn chế khán giả do tác động từ đại dịch COVID-19)
- Lượng khán giả nhiều nhất trong một vòng đấu V.League: 97.000 người (vòng 14 V.League 2010)[28]
- Lượng khán giả nhiều nhất trong một mùa giải V.League: 1.879.500 người (2009)
- Lượng khán giả ít nhất trong một mùa giải V.League: 730.000 người (2001–02)[29]
- Lượng khán giả trung bình mỗi trận nhiều nhất trong một mùa giải V.League: 11.091 khán giả/trận (2013)
- Lượng khán giả trung bình mỗi trận ít nhất trong một mùa giải V.League: 5.592 khán giả/trận (2017)

### Bàn thắng
- Bàn thắng nhanh nhất được ghi trong một trận đấu: Vũ Ngọc Thịnh (Hải Phòng) phản lưới nhà cho Becamex Bình Dương (Becamex Bình Dương 3–1 Hải Phòng, vòng 11 V.League 2015), ghi ở 9 giây 89.[30][31] Đây cũng là bàn phản lưới nhà nhanh nhất trong lịch sử giải đấu.
- Bàn thắng muộn nhất được ghi trong một trận đấu kể từ khi áp dụng thể thức vòng tròn 2 lượt (1996): Nguyễn Đức Chiến (Viettel) ghi bàn trên chấm 11 mét ở phút 90+14 trong trận Viettel 4–0 Hồng Lĩnh Hà Tĩnh tại vòng 3, giai đoạn 2 V.League 2023. Phạm Tuấn Hải (Hà Nội) ghi bàn muộn thứ hai của giải đấu sau cú đá phạt đền ở phút 90+06 trong trận Hà Nội 1–1 Công an Hà Nội tại vòng 4, V.League 2024–25.[32]
- Tỷ lệ bàn thắng mỗi trận cao nhất trong một vòng đấu: vòng 5 V.League 2014 – 5,16 bàn thắng/trận (31 bàn/6 trận)[33]
- Nhiều bàn thắng nhất trong một vòng đấu: vòng 26 V.League 2009 – 34 bàn.[33]

### Huấn luyện viên
- Vô địch nhiều lần nhất: 3 lần – Lê Thụy Hải (2007, 2008, 2014 – đều cùng với Becamex Bình Dương) và Chu Đình Nghiêm (2016, 2018, 2019 – đều cùng với Hà Nội).[34]
- Huấn luyện viên có khoảng thời gian tại vị lâu nhất: 24 năm – Nguyễn Thành Vinh (Sông Lam Nghệ An) và Phạm Huỳnh Tam Lang (Cảng Sài Gòn).

## Thống kê cầu thủ

### Vua phá lưới
| Mùa giải        | Cầu thủ                  | Câu lạc bộ                           | Số bàn thắng | Số trận | Tỉ lệ (bàn/trận) |
| --------------- | ------------------------ | ------------------------------------ | ------------ | ------- | ---------------- |
| 1980            | Lê Văn Đặng              | Công an Hà Nội                       | 10           | 12      | 0,83             |
| 1981–82         | Võ Thành Sơn             | Sở Công nghiệp Thành phố Hồ Chí Minh | 15           | 19      | 0,79             |
| 1982–83         | Nguyễn Cao Cường         | Câu lạc bộ Quân đội                  | 24           | 23      | 1,04             |
| 1984            | Nguyễn Văn Dũng          | Công nghiệp Hà Nam Ninh              | 15           | 15      | 1,00             |
| 1985            | Nguyễn Văn Dũng          | Công nghiệp Hà Nam Ninh              | 15           | 16      | 0,94             |
| 1986            | Nguyễn Văn Dũng          | Công nghiệp Hà Nam Ninh              | 12           | 17      | 0,71             |
| 1986            | Nguyễn Trung Hải         | Sở Công nghiệp Thành phố Hồ Chí Minh | 12           | 17      | 0,71             |
| 1987            | Lưu Tấn Liêm             | Hải quan                             | 15           | 20      | 0,75             |
| 1989            | Hà Vương Ngầu Nại        | Cảng Sài Gòn                         | 10           | 15      | 0,67             |
| 1990            | Nguyễn Hồng Sơn          | Câu lạc bộ Quân đội                  | 10           | 15      | 0,67             |
| 1991            | Hà Vương Ngầu Nại        | Cảng Sài Gòn                         | 10           | 15      | 0,67             |
| 1992            | Trần Minh Toàn           | Quảng Nam – Đà Nẵng                  | 6            | 12      | 0,50             |
| 1993–94         | Nguyễn Công Long         | Bình Định                            | 12           | 10      | 1,20             |
| 1993–94         | Bùi Sỹ Thành             | Long An                              | 12           | 11      | 1,09             |
| 1995            | Trần Minh Chiến          | Công an Thành phố Hồ Chí Minh        | 14           | 15      | 0,93             |
| 1996            | Lê Huỳnh Đức             | Công an Thành phố Hồ Chí Minh        | 25           | 27      | 0,93             |
| 1997            | Lê Huỳnh Đức             | Công an Thành phố Hồ Chí Minh        | 16           | 22      | 0,73             |
| 1998            | Nguyễn Văn Dũng          | Nam Định                             | 17           | 26      | 0,65             |
| 1999 (tập huấn) | Vũ Minh Hiếu             | Công an Hà Nội                       | 8            | 8       | 1,00             |
| 1999–00         | Văn Sỹ Thủy              | Sông Lam Nghệ An                     | 14           | 24      | 0,58             |
| 2000–01         | Đặng Đạo                 | Khánh Hòa                            | 11           | 18      | 0,61             |
| 2001–02         | Hồ Văn Lợi               | Cảng Sài Gòn                         | 9            | 18      | 0,50             |
| 2003            | Emeka Achilefu           | Nam Định                             | 11           | 22      | 0,50             |
| 2004            | Amaobi Uzowuru           | Sông Đà Nam Định                     | 15           | 22      | 0,68             |
| 2005            | Kesley Alves             | Bình Dương                           | 21           | 22      | 0,95             |
| 2006            | Elenildo de Jesus        | Thép Miền Nam – Cảng Sài Gòn         | 18           | 24      | 0,75             |
| 2007            | Jose Emidio de Almeida   | Đà Nẵng                              | 16           | 26      | 0,62             |
| 2008            | Jose Emidio de Almeida   | SHB Đà Nẵng                          | 23           | 26      | 0,89             |
| 2009            | Gaston Merlo             | SHB Đà Nẵng                          | 15           | 26      | 0,58             |
| 2009            | Lazaro de Souza          | Quân khu 4                           | 15           | 26      | 0,58             |
| 2010            | Gaston Merlo             | SHB Đà Nẵng                          | 19           | 26      | 0,76             |
| 2011            | Gaston Merlo             | SHB Đà Nẵng                          | 22           | 26      | 0,85             |
| 2012            | Timothy Anjembe          | Hà Nội T&T                           | 17           | 26      | 0,65             |
| 2013            | Samson Kayode Olaleye    | Hà Nội T&T                           | 14           | 22      | 0,64             |
| 2013            | Gonzalo Marronkle        | Hà Nội T&T                           | 14           | 22      | 0,64             |
| 2014            | Hoàng Vũ Samson          | Hà Nội T&T                           | 23           | 24      | 0,96             |
| 2015            | Patiyo Tambwe            | QNK Quảng Nam                        | 18           | 26      | 0,69             |
| 2016            | Gaston Merlo             | SHB Đà Nẵng                          | 24           | 26      | 0,92             |
| 2017            | Nguyễn Anh Đức           | Becamex Bình Dương                   | 17           | 26      | 0,65             |
| 2018            | Ganiyu Oseni             | Hà Nội                               | 17           | 26      | 0,65             |
| 2019            | Pape Omar Faye           | Hà Nội                               | 15           | 26      | 0,58             |
| 2019            | Bruno Cantanhede         | Viettel                              | 15           | 26      | 0,58             |
| 2020            | Rimario Gordon           | Hà Nội                               | 12           | 20      | 0,60             |
| 2020            | Pedro Paulo              | Sài Gòn                              | 12           | 20      | 0,60             |
| 2022            | Rimario Gordon           | Hải Phòng                            | 17           | 24      | 0,71             |
| 2023            | Rafaelson                | TopenLand Bình Định                  | 16           | 20      | 0,80             |
| 2023–24         | Rafaelson                | Thép Xanh Nam Định                   | 31           | 26      | 1,19             |
| 2024–25         | Lucão do Break           | Hải Phòng                            | 14           | 26      | 0,54             |
| 2024–25         | Alan Sebastião Alexandre | Công an Hà Nội                       | 14           | 26      | 0,54             |

### Những cầu thủ ra sân nhiều nhất
| XH | Cầu thủ            | Giai đoạn | Câu lạc bộ                                                                                            | Số lần ra sân |
| -- | ------------------ | --------- | --- | ------------- |
| 1  | Nguyễn Thế Anh     | 1965–1984 | Thể Công (412)                                                                                        | 412           |
| 2  | Nguyễn Hồng Sơn    | 1988–2005 | Thể Công (401)                                                                                        | 401           |
| 3  | Đặng Phương Nam    | 1992–2007 | Thể Công (388)                                                                                        | 388           |
| 4  | Phan Văn Tài Em    | 2002–2011 | Long An (305), Navibank Sài Gòn (44), Xuân Thành Sài Gòn (27)                                         | 376           |
| 5  | Nguyễn Anh Đức     | 2006–2020 | Ngân hàng Đông Á (9), Becamex Bình Dương (355), Hoàng Anh Gia Lai (3)                                 | 367           |
| 6  | Nguyễn Cao Cường   | 1973–1990 | Thể Công (332)                                                                                        | 332           |
| 7  | Phạm Thành Lương   | 2005–2023 | Hà Nội ACB (144), Hà Nội (161)                                                                        | 305           |
| 8  | Dương Hồng Sơn     | 1998–2015 | Sông Lam Nghệ An (206), Hà Nội (95)                                                                   | 301           |
| 9  | Lê Tấn Tài         | 2003–2023 | Khatoco Khánh Hòa (164), Hải Phòng (11), Becamex Bình Dương (103), Hồng Lĩnh Hà Tĩnh (6), Hà Nội (15) | 299           |
| 10 | Nguyễn Minh Phương | 1998–2015 | Cảng Sài Gòn (95), Long An (171), SHB Đà Nẵng (38)                                                    | 294           |
| 10 | Nguyễn Minh Châu   | 2003–2017 | Hải Phòng (294)                                                                                       | 294           |

### Những cầu thủ ghi bàn nhiều nhất
Top 15 cầu thủ ghi nhiều bàn thắng nhất lịch sử giải vô địch Quốc gia.
Tính cả các bàn thắng được ghi ở mùa 2021 bị hủy bỏ, nguồn chính https://int.soccerway.com
| Chú thích sử dụng trong bảng                                        |
| ------------------------------------------------------------------- |
| Cầu thủ đang thi đấu tại giải Vô địch Quốc gia                      |
| Cầu thủ đã giải nghệ hoặc không còn thi đấu ở giải Vô địch Quốc gia |

| Hạng | Cầu thủ            | Số bàn thắng được ghi cho từng đội bóng | Tổng |
| ---- | ------------------ | --- | ---- |
| 1    | Hoàng Vũ Samson    | Đồng Tháp (2009–2011) 43 • Hà Nội (2012–2017,2018–2019) 114 • Quảng Nam (2019) 7 • Thanh Hóa (2020–2021) 9 • Thành phố Hồ Chí Minh (2022–2023) 14• Quảng Nam (2023–2024/25) 18              | 205  |
| 2    | Đỗ Merlo           | Đà Nẵng (2009–2014, 2016–2019) 131 • Nam Định (2020) 6 • Sài Gòn (2021–2022) 10 | 147  |
| 3    | Nguyễn Cao Cường   | Thể Công (1973–1990) 127 | 127  |
| 4    | Nguyễn Văn Quyết   | Hà Nội (2011–2024/25) 119 | 119  |
| 5    | Lê Công Vinh       | Sông Lam Nghệ An (2005–2008, 2013, 2014) 61 • Hà Nội (2009, 2010–2012) 36 • Bình Dương (2015–2016) 9                                                                                        | 105  |
| 6    | Huỳnh Kesley Alves | Bình Dương (2005, 2007–2010, 2013–2014) 69 • Hoàng Anh Gia Lai (2006) 5 • Sài Gòn Xuân Thành (2012) 15 • Khánh Hòa (2015) 2 • Thành phố Hồ Chí Minh (2018–2019) 7                           | 98   |
| 7    | Antonio Carlos     | Long An (2005–2011) 79 • Sài Gòn Xuân Thành (2012) 7 • Hải Phòng (2013) 9 | 95   |
| 8    | Nguyễn Anh Đức     | Bình Dương (2006–2019) 93 | 93   |
| 9    | Ganiyu Oseni       | Kiên Giang (2011) 11 • Hoàng Anh Gia Lai (2012) 10 • Long An (2014) 6 • Bình Dương (2015) 1 • Cần Thơ (2016–2017) 14 • Long An (2017) 3 • Hà Nội (2017–2019) 32 • Sông Lam Nghệ An (2022) 6 | 83   |
| 10   | Lê Huỳnh Đức       | Công an TP. Hồ Chí Minh & Ngân hàng Đông Á (1995–2003) 64 • Đà Nẵng (2004–2007) 15 | 79   |
| 10   | Timothy Anjembe    | Đồng Tháp (2009) 11 • Hòa Phát Hà Nội (2010–2011) 30 • Hà Nội ACB (2012) 17 • Xi măng The Vissai Ninh Bình (2013) 3 • Hoàng Anh Gia Lai (2014) 18                                           | 79   |
| 10   | Gonzalo Marronkle  | Hà Nội (2010–2017) 79 | 79   |
| 13   | Pape Omar Faye     | Thanh Hóa (2011–2018) 60, Hà Nội (2019–2020) 17 | 77   |
| 14   | Nguyễn Xuân Son    | Nam Định (2020, 2023–nay) 6 • Đà Nẵng (2021) 6 • Bình Định (2022–2023) 21• Nam Định (2023–2024/25) 38                                                                                       | 71   |
| 15   | Nguyễn Tiến Linh   | Bình Dương (2016–2024/25) 70 | 70   |